# Eparchie Bučač
Eparchie Bučač (ukrajinsky Бучацька єпархія Української греко-католицької церкви) je eparchie ukrajinské řeckokatolické církve, nacházející se na Ukrajině.

## Území
Eparchie zahrnuje jižní část ternopilské oblasti.
Eparchiálním sídlem je město Čortkiv, kde se také nachází hlavní chrám - katedrála svatých Petra a Pavla.
Dělí se na 325 farností, a to na 361 km². K roku 2015 měla 221 000 věřících, 209 eparchiálních kněží, 10 řeholních kněží, 16 řeholníků a 12 řeholnic.

## Historie
Eparchie byla zřízena 21. července 2000, a to z části území eparchie Ternopil.

## Seznam biskupů
- Irinej Bilyk, O.S.B.M. (2000–2007)
  - Dmytro Hryhorak, O.S.B.M. (2007–2011) (apoštolský administrátor)
- Dmytro Hryhorak, O.S.B.M. (od 2011)